# Noroy-le-Bourg
Noroy-le-Bourg település Franciaországban, Haute-Saône megyében. Lakosainak száma 505 fő (2022. január 1.). Noroy-le-Bourg Calmoutier, Autrey-lès-Cerre, Cerre-lès-Noroy, Colombe-lès-Vesoul, Dampierre-sur-Linotte, Dampvalley-lès-Colombe, Liévans, Vallerois-le-Bois és Villers-le-Sec községekkel határos.

## Népesség
A település népességének változása:
| Lakosok száma | 481  | 484  | 499  | 497  | 503  | 502  | 498  | 505  | 505  |
|               | 2013 | 2015 | 2016 | 2017 | 2018 | 2019 | 2020 | 2021 | 2022 |